# Gao Hong
Gao Hong (27 de novembro de 1967) é uma ex-futebolista chinesa, medalhista olímpica.

## Carreira
Gao Hong integrou o elenco da Seleção Chinesa de Futebol Feminino, nas Olimpíadas de 1996, que ficou em segundo lugar. 